# Hendrikje Fitz
Hendrikje Fitz (* 15. September 1961 in Frankfurt am Main; † 7. April 2016 in Berlin) war eine deutsche Schauspielerin.

## Leben

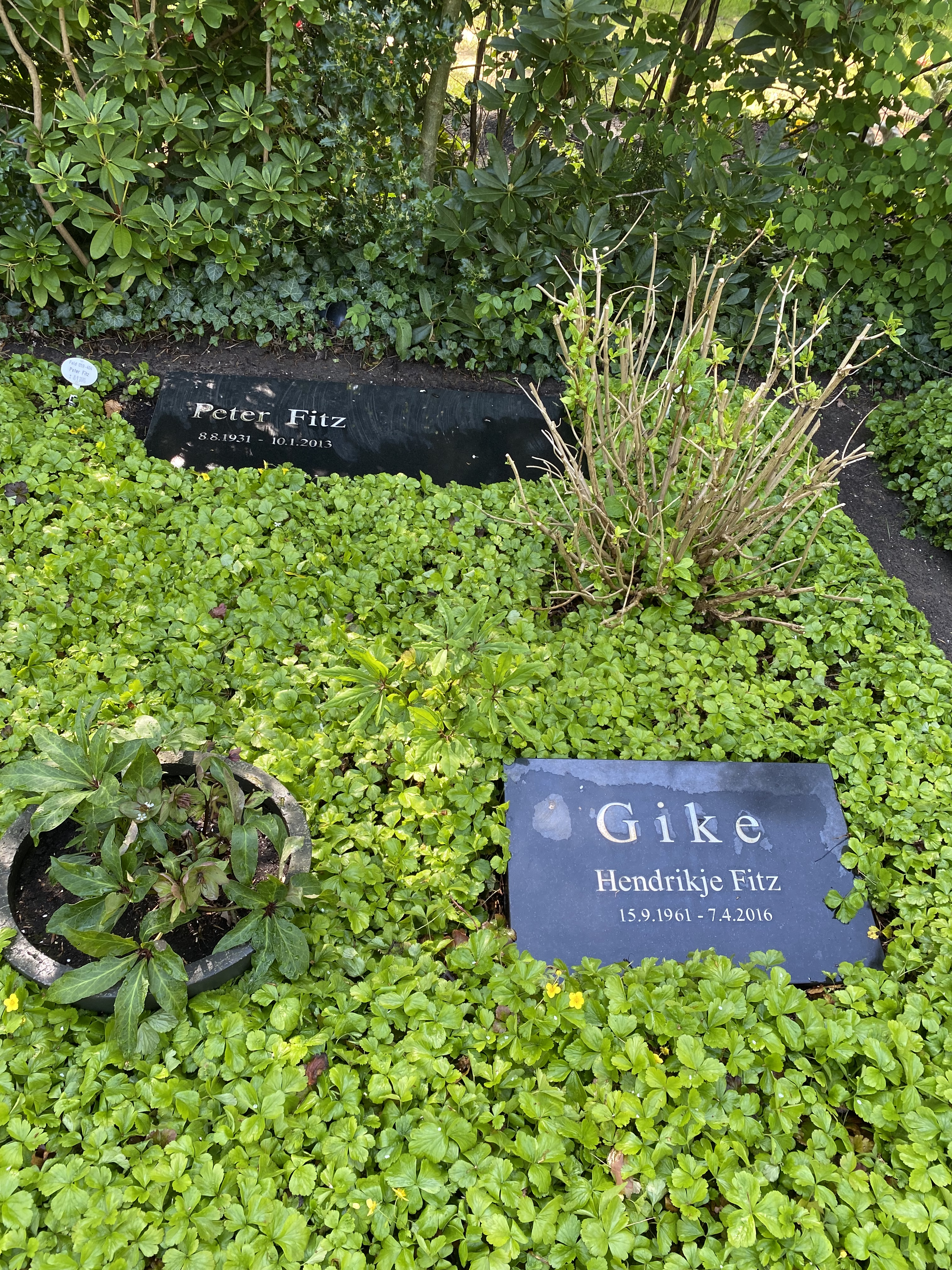
Grabstätte auf dem Waldfriedhof Zehlendorf (Feld 059-404)

Hendrikje Fitz war die Tochter des Schauspieler-Ehepaares Peter Fitz und Ute Fitz und die Schwester des Schauspielers Florian Fitz.
Im Jahr 1981 begann sie ihre Karriere an der Freien Volksbühne Berlin. Sie absolvierte eine freie Schauspiel-und-Gesangsausbildung. Es folgten Engagements am Schauspiel Bonn (1989–1990), dem Mittelsächsischen Theater in Freiberg (1990–1994), dem Theater Vorpommern in Greifswald (1994–1996) und dem Schauspiel Leipzig (1996). Später war sie im Tourneetheater Neue Schaubühne (1998), am Theater an der Kö in Düsseldorf (2004, 2006), am Theater am Dom in Köln (2007) und im Winterhuder Fährhaus in Hamburg (2012) zu sehen, dabei oftmals unter der Regie von René Heinersdorff.
Ab 1989 stand Fitz auch als Schauspielerin vor der Kamera und wirkte in einigen Film-und-Fernsehproduktionen mit. Einem Millionenpublikum bekannt wurde Fitz vor allem durch ihre Rolle als Pia Heilmann in der erfolgreichen, vom MDR produzierten Arztserie In aller Freundschaft, in der sie ab dem 26. Oktober 1998 (Folge 1) an der Seite ihres Serien-Ehemanns Thomas Rühmann zu sehen war. Im Dezember 2015 wurde im Rahmen der TV-Kochshow Das perfekte Dinner ein In-aller-Freundschaft-Spezial mit Hendrikje Fitz, Andrea Kathrin Loewig (Kathrin Globisch), Karsten Kühn (Jakob Heilmann) und Michael Trischan (Hans-Peter Brenner) gesendet.
Hendrikje Fitz war unverheiratet, hatte keine Kinder und lebte in Berlin-Charlottenburg.
Im August 2014 wurde bei ihr Brustkrebs diagnostiziert, woraufhin sie sich einer Operation mit anschließender Chemotherapie unterzog. Nachdem sie ab Anfang des Jahres 2015 wieder als genesen galt, erlitt sie im Herbst 2015 ein Rezidiv. Sie trat daraufhin als Schauspielerin bei In aller Freundschaft kürzer und die Drehbücher wurden jeweils kurzfristig ihrem Gesundheitszustand angepasst. Am 7. April 2016 starb Fitz im Alter von 54 Jahren an den Folgen ihrer Krebserkrankung. Szenen mit Fitz, für die sie im Januar 2016 zum letzten Mal vor der Kamera stand, wurden am 26. April 2016 (Folge 725) ausgestrahlt. Ihren letzten Auftritt hatte Fitz am 11. Oktober 2016 (Folge 744); diese Szenen wurden bereits im Oktober 2015 gedreht. Am 18. Oktober 2016 (Folge 745) starb Pia Heilmann schließlich den Serientod bei einem Erdrutsch. Fitz wurde auf dem Waldfriedhof Zehlendorf neben ihrem 2013 verstorbenen Vater Peter Fitz im Familiengrab beigesetzt.

## Soziales Engagement
Ab 2014 war Hendrikje Fitz Botschafterin der Hilfsorganisation German Doctors, die ehrenamtlich arbeitende Ärzte weltweit in medizinische Notstandsgebiete entsendet. Nach einem Projektbesuch in Sierra Leone übernahm sie eine Patenschaft für das dortige Krankenhaus der Organisation. Bis zuletzt engagierte sie sich für das Projekt und gab kurz vor ihrem Tod ein vielbeachtetes Video-Interview zum Thema „Sterben in Deutschland – Sterben in Afrika“.

## Filmografie
- 1989: Reise hinter den Spiegel
- 1990: Das Haus am Watt
- 1990: Mich will ja keiner
- 1998: Die Cleveren (Fernsehserie, 1 Folge)
- 1998–2016: In aller Freundschaft (Fernsehserie)
- 2000: Fieber – Ärzte für das Leben (Fernsehserie, 1 Folge)
- 2000: Tatort: Tödliches Verlangen (TV-Reihe)
- 2001: Alphateam – Die Lebensretter im OP (Fernsehserie, 1 Folge)
- 2001: Ist gut jetzt
- 2002: Wolffs Revier (Fernsehserie, 1 Folge)
- 2002: Dr. Sommerfeld – Neues vom Bülowbogen (Fernsehserie, 1 Folge)
- 2002: Ripley’s Game
- 2004: Männer im gefährlichen Alter
- 2004: Hinter der Tür (Kurzfilm)
- 2005: Stars in der Manege (TV-Show)
- 2011: In aller Freundschaft: Was wirklich zählt (Spielfilm)
- 2013: In aller Freundschaft: Bis zur letzten Sekunde (Spielfilm)
- 2014: SOKO Stuttgart (Fernsehserie, 1 Folge)
- 2015: Das perfekte Promi-Dinner (TV-Show)
- 2015: Los Veganeros